# Yare Nee Abhimani
Yare Nee Abhimani è un film del 2000, diretto da D. Rajendra Babu. Si tratta del remake del film hindi Aaina.

## Colonna sonora
1. Rajesh Krishnan, K. S. Chithra – Ramya Krishna – 5:06
2. S. P. Balasubrahmanyam – Mysore Seeme – 5:12
3. S. P. Balasubrahmanyam, Rathnamala Prakash – Shrungara Kavyavo – 5:05
4. Srinivas, K. S. Chithra – Yaare Nee Abhimani – 5:16
5. Rajesh Krishnan, K. S. Chithra – Hello Usire – 5:04
6. Rajesh Krishnan, K. S. Chithra – Vasa Vasa Srinivasa – 4:51